# 鄒緝
鄒緝（？—1422年），字仲熙，江西吉安府吉水縣人，明朝官員。
洪武年間，中舉明經，授星子教諭。建文年間，任國子監助教。明成祖即位後，升翰林院侍講。東宮建立後，兼任左中允，屢次參與負責國子監事務。永樂十九年（1421年）冬，升右庶子兼侍講。永樂二十年（1422年）九月死於任上。